# صواي
صَوَّاي أو زَايّ أو زَاوّ (الاسم العلمي Mareca)، جنس طير من الإوزيات أنواعه الحية خمسة والمنقرضة واحدة أعطانها آسيا وأوروبا وأمريكا (وسط وشمال). جميعها كبيرة الجثة، حادة الزبيط، تتميز بمناقيرها المفلطحة التي لا يعادل طولها طول الرأس. مناشقها صغيرة متباعدة، أجنحتها متوسطة القد زلقة، تقضم، الأعشاب كالوز وتتجنب نحر الحمأ والأسمال كما يفعل البط.